# 116th Street (stacja metra na Lenox Avenue Line)
116th Street – stacja metra nowojorskiego, na linii 2 i 3. Znajduje się w dzielnicy Manhattan, w Nowym Jorku i zlokalizowana jest pomiędzy stacjami 125th Street i Central Park North – 110th Street. Została otwarta 23 listopada 1904.